# Hendrik Waelput
Philippe Henri Pierre Jean-Baptiste (Hendrik) Waelput (Gent, 26 oktober 1845 – 8 juli 1885) was een Belgisch componist, muziekpedagoog en dirigent. Zijn eerste werken publiceerde hij onder het pseudoniem H. Lübner.

## Levensloop
Hij was zoon van Marina Catharina Adelaide Lebrun en kleermaker Philippus Jacobus Waelput. Waelput had als eerste muziekleraar aan het St. Barbaracollege te Gent Karel Miry. Daarna begon hij aan een studie letteren en wijsbegeerte aan de Rijksuniversiteit Gent. ongeveer tegelijkertijd studeerde hij harmonie bij François-Joseph Fétis en orkestratie bij Charles Hanssens Jr. aan het Koninklijk Conservatorium in Brussel. In 1866 behaalde hij een compositieprijs. Alhoewel hij zijn vroegste werken nog op Franse teksten schreef, was hij later een vurig aanhanger van Peter Benoit. In 1867 behaalde hij de Prix de Rome voor zijn cantate Het woud.
Waelput was medeoprichter en dirigent van de Koninklijke Vlaamse Schouwburg in Brussel (1866-1867). Na een kort verblijf in Duitsland was hij van 1869 tot 1871 docent compositieleer en directeur van het Stedelijk Muziek-Conservatorium in Brugge.
Hij organiseerde een reeks volksconcerten in Brugge en was tevens dirigent van de Concerts populaires en de Musique Classique in Brussel. Reeds in juli 1871 diende hij na een conflict met het Brugse stadsbestuur zijn ontslag in. Evenmin als Karel Miry werd hij, vanwege zijn Vlaamsgezinde overtuiging, in 1871 niet tot directeur van het Koninklijk Conservatorium in Gent benoemd. Hij verliet daarop het land en was enkele jaren actief in onder andere Den Haag, Cherbourg, Boulogne-sur-Mer, Dijon, Douai, Issoudun, Fécamp en Rijsel. Na zijn terugkomst in België werd hij dirigent van het orkest van de "Grote Schouwburg" in Gent (1875-1878 en 1882-1885) en eveneens directeur van het "Théâtre Royal" in Antwerpen (1879-1880). In 1879 werd hij docent harmonie, contrapunt en fuga aan het Koninklijk Vlaams Conservatorium in Antwerpen.
Hendrik Waelput wordt beschouwd als een van de vertegenwoordigers van de Vlaamse school; verder wordt hij, dankzij Edward Blaes, ook wel de 'Vlaamse Schubert' genoemd. Als componist schreef hij binnen verschillende genres.

## Composities

### Werken voor orkest
- 1865 Concerto symphonique, voor dwarsfluit en orkest
- 1870 Eerste Symfonie in d
- 1875 Tweede Symfonie in Es-groot
- 1875 Derde Symfonie in b
- 1875 Vierde Symfonie "Nationale", in C-groot
- 1881 Hulde aan Conscience
- Agneessens, ouverture
- Feestouverture
- Ouverture de Concert voor klein orkest in c
- Kwartentanz
- Serenade, voor dwarsfluit en orkest
- Suite
- Romance voor hoorn en orkest
- Marche des Geux (Hulde aan de Geuzen), Feestmars
- Vijfde symfonie (onvoltooid; slechts een cantabile-deel is aanwezig)

### Cantates en gewijde muziek
- 1867 Het woud, cantate - tekst: Karel Versnaeyen
- 1867 De Wind, cantate - tekst: Emmanuel Hiel
- 1871 Memlinc-cantate voor de onthulling van het standbeeld van de beroemde schilder Hans Memling (1430?-1494) in Brugge
- 1872 De Zegen der Wapens cantate - tekst: Eugeen van Oye
- 1876 De Pacificatie van Gent, cantate voor gemengd koor en orkest (gecomponeerd naar aanleiding van de feestelijkheden in Gent in 1876 ter herdenking van 300ste verjaardag het vredesverdrag tussen de gewesten Holland en Zeeland, Willem van Oranje en hun bondgenoten uit de rest van de Nederlanden (1576)) - tekst: Emmanuel Hiel
- Stabat Mater

### Muziektheater

#### Opera's
| Voltooid in | titel                    | aktes       | première                                   | libretto                            |
| ----------- | ------------------------ | ----------- | ------------------------------------------ | ----------------------------------- |
| 1865        | La ferme du diable       |             | 1865, Gent                                 | Victor Wilder en Ernest Houdet      |
| 1868        | Berken de Diamantslijper | 4 bedrijven | 1868, Antwerpen                            | Karel Versnaeyen                    |
| 1881        | Stella                   |             | 14 maart 1881, Brussel, Vlaamse Schouwburg | Isidoor Teirlinck en Reimond Stijns |

### Vocale muziek
- 1872 Zes gedichten - tekst: Eugeen van Oye
- 1878 Minne- en wiegelied - tekst: Eugeen van Oye
- Afscheid
- Helpt nu uzelf (De Tiende Penning)
- In de duinen
- Jeugd en liefde
- Tabakslied
- Wilhelmus (naar de versie uit Peter Benoits "De Schelde")

### Kamermuziek
- Andante Cantabile voor 4 altviolen
- Strijkkwintet

## Eerbetoon
- Er bestaat een Hendrik Waelputstraat in Gent
- Er bestaat een Hendrik Waelputstraat in Brugge